# فرنسيس سبرينغ ووكر
فرنسيس سبرينغ ووكر (بالإنجليزية: Francis Spring Walker)‏ هو عسكري جنوب أفريقي، ولد في 6 يناير 1876، وتوفي في 24 يونيو 1941.